# Zikmund Schul
Pour les articles homonymes, voir Schul.
Zikmund Schul, né à Chemnitz (royaume de Saxe) le 11 janvier 1916 et mort au camp de concentration de Terezín (Theresienstadt) le 2 juin 1944, est un compositeur allemand.